# Västgöthyttan

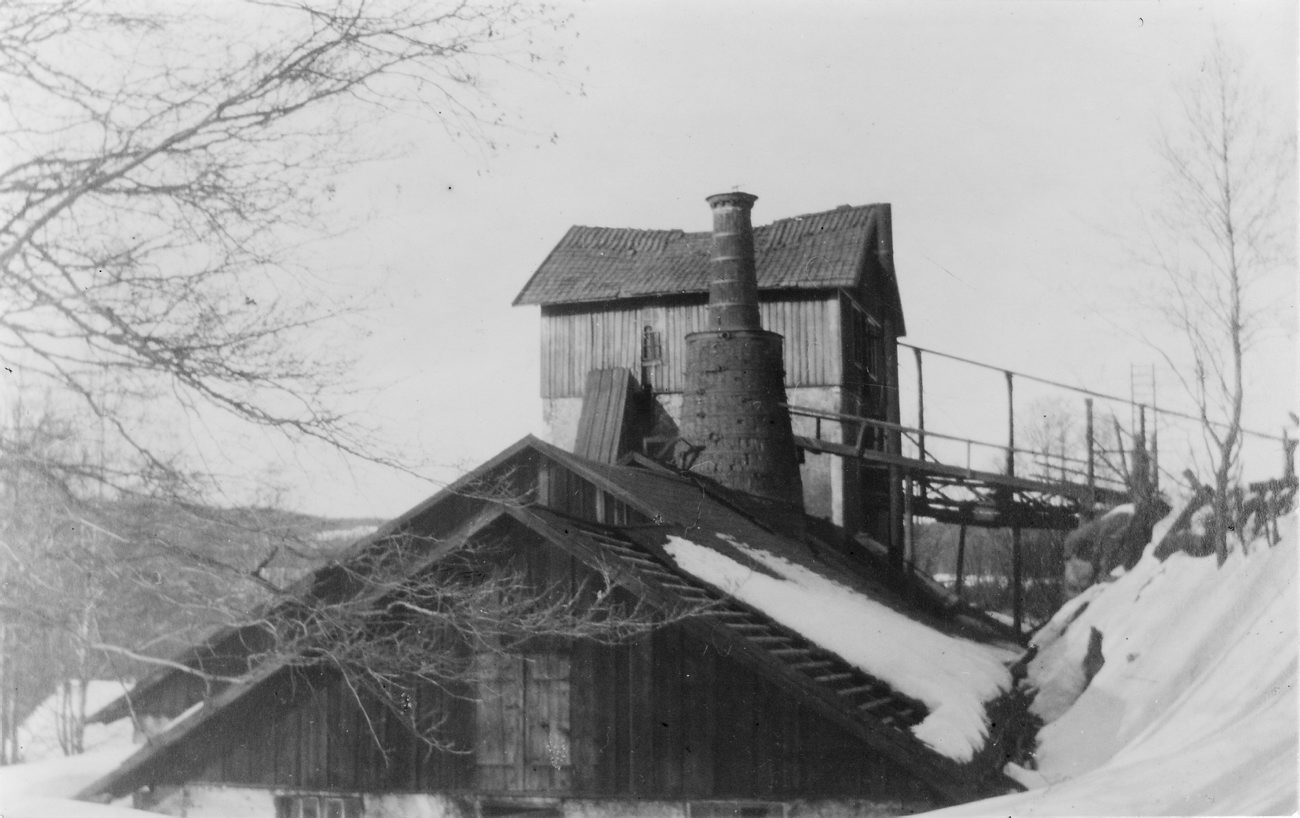
Masugnen vid Västgöthyttan i Västmanland.

Västgöthyttan är en by och före detta hyttplats i Nora socken, Nora kommun.
Västgöthyttan omtalas första gången 1385, då Julita kloster inköpte en tredjedel i Västgöthyttan av väpnaren Erik Nilsson. Det har antagits, att en av Böghil van dem Hoo till Julita kloster 1378 donerad "hytta vid järnberget i Nora socken" var Västgöthyttan och att klostret nu köpte den återstående delen. Jöns Ulfsson (Roos till Ervalla), som 1498 lät upprätta en jordebok över sina gods, förtecknade bland dessa en äng Medelängen, som var utarrenderad till en bonde i Västgöthyttan mot en uppsättning hästskor om året. Töries Olsson i Västgöthyttan bevittnade 1529 det äldsta bevarade lagmanstingsprotokollet i Bergslagen.
Hyttan blåstes ned 1919.